# Jasnogorsk
Jasnogorsk (russisch Ясногорск) ist eine Stadt in Russland in der Oblast Tula. Sie liegt am Fluss Waschana, einem rechten Nebenfluss der Oka, rund 35 Kilometer nördlich der Oblasthauptstadt Tula sowie 160 km südlich von Moskau entfernt. Jasnogorsk ist Verwaltungszentrum des gleichnamigen Rajons (Landkreises) und hat 16.795 Einwohner (Stand 14. Oktober 2010).

## Geschichte

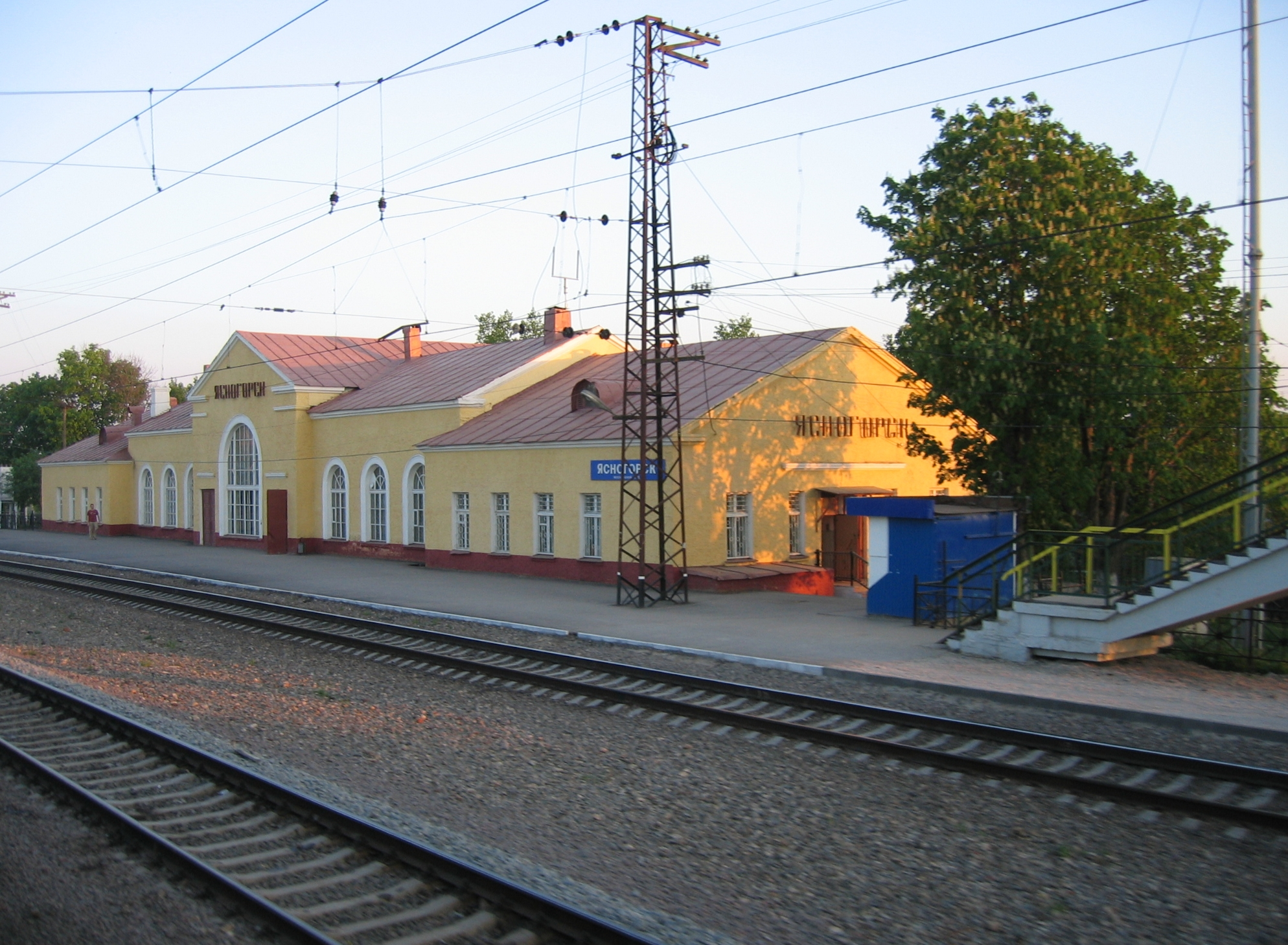
Der Bahnhof von Jasnogorsk

Die Stadt Jasnogorsk wird erstmals in schriftlichen Urkunden aus dem 15. Jahrhundert erwähnt, damals als eine Siedlung namens Laptewo, welche vermutlich nach einem dort ansässigen Gutsherr mit dem Familiennamen Laptew benannt worden war. 1867 erlangte Laptewo einige Bedeutung beim Bau der Eisenbahnstrecke von Moskau nach Tula und weiter südlich nach Kursk; es entstand hier ein Bahnhof, der im Folgenden auch als Umschlagplatz für den Holztransport diente. In den 1880er-Jahren gründete hier der Kaufmann Ippolit Golowin eine Fabrik zur Herstellung landwirtschaftlicher Maschinen. Erst im Jahre 1958 jedoch wurde Laptewo offiziell zur Stadt und erhielt schließlich 1965 den „wohlklingenden“ Namen Jasnogorsk – wörtlich übersetzt in etwa „heitere Stadt“.

### Bevölkerungsentwicklung
| Jahr | Einwohner |
| ---- | --------- |
| 1939 | 4.748     |
| 1959 | 12.520    |
| 1970 | 18.482    |
| 1979 | 20.957    |
| 1989 | 21.292    |
| 2002 | 18.588    |
| 2010 | 16.795    |

Anmerkung: Volkszählungsdaten

## Infrastruktur
Im heutigen Jasnogorsk ist die Maschinenfabrik, die aus dem Betrieb Golowins hervorging, der wichtigste Industriebetrieb. Die Stadt ist von eher ländlicher, vorwiegend aus Holzhäusern bestehenden Bebauung geprägt. Der Bahnhof von Jasnogorsk mit dem aus dem 19. Jahrhundert stammenden Empfangsgebäude ist Haltepunkt für Nahverkehrszüge aus Moskau, Serpuchow und Tula.

## Söhne und Töchter der Stadt
- Sergei Borissow (* 1983), Bahnradsportler